# 内閣顧問
内閣顧問（ないかく こもん）は、内閣総理大臣の諮問機関。以下の3種がある。
1. 内閣顧問 - 明治初期の太政官 (明治時代)に置かれた官職
2. 内閣顧問 - 昭和の太平洋戦争時に内閣に置かれた官職
3. 内閣特別顧問 - 平成になって内閣官房に置かれた官職

## 明治の内閣顧問
太政官に設置された、機密事項に参与する非常設の官職。内閣制度が導入される前の太政官制時期の職で、ここでいう「内閣」とは、太政大臣・左大臣・右大臣・参議の合議体のことを指した。
実態は、政府中枢と対立した重要人物を野に下らせないよう、一時的に宛てがった官職でもあった。
- 島津久光 - 1873–74年（明治6–7年）
- 木戸孝允 - 1876–77年（明治9–10年）
- 黒田清隆 - 1882–87年（明治15–20年）

## 昭和の内閣顧問
1943年（昭和18年）3月17日、東條内閣において内閣顧問臨時設置制（昭和18年勅令第134号）が制定され、「大東亜戦争に際し重要軍事物資の生産拡充その他戦時経済の運営に関する内閣総理大臣の政務施行の枢機に参せしむる」（現代式表記）ため、1937年に設置された内閣参議を廃止して内閣顧問が親任官として置かれた。同年10月18日、鈴木忠治・鈴木貞一・藤原銀次郎・結城豊太郎・山下亀三郎ら財界を中心に7名が任命された。
1944年（昭和19年）10月27日、小磯内閣で改めて内閣顧問臨時設置制（昭和19年勅令第604号）が制定され、その定義も「大東亜戦争に際し内閣総理大臣の国政運営の枢機に参せしむる」（現代式表記）ためのものと改められた（「重要軍事物資の生産と戦時経済運営に関し」の文言が削除）。施行日の翌28日、有田八郎・小泉信三・正力松太郎・小泉又次郎ら各界から12名が任命された。
1945年（昭和20年）4月26日、鈴木貫太郎内閣は来るべき本土決戦準備の推進のために、浅野良三・藤山愛一郎・千石興太郎・岩田宙造ら各界から10名を任命した。
しかし終戦直後に発足した東久邇宮内閣以後は内閣顧問が置かれず、第1次吉田内閣当時の1947年（昭和22年）5月3日に内閣官制の廃止等に関する政令（昭和22年政令第4号）が制定されたことにより廃止された。

## 平成・令和の内閣特別顧問
内閣官房に置かれ、内閣総理大臣の諮問に応じて、助言などを行う。内閣官房参与より上に位置し、通常1人。
- 行天豊雄（大蔵官僚）- 1998年（平成10年）、小渕恵三総理が任命
- 中坊公平（日弁連会長）- 2000年（平成12年）、小渕恵三総理が任命
- 堺屋太一（通産官僚・作家）- 2000年（平成12年）、森喜朗総理が任命
- 樋口広太郎（アサヒビール会長）- 2001年（平成13年）、小泉純一郎総理が任命
- 黒川清（日本学術会議会長）- 2006年（平成18年）、安倍晋三総理が任命
- 奥田碩（トヨタ自動車会長）- 2007年（平成19年）、福田康夫総理が任命
- 稲盛和夫（京セラ創業者）- 2010年（平成20年）、鳩山由紀夫総理が任命
- 笹森清（連合会長）- 2010年（平成20年）、菅直人総理が任命
- 谷内正太郎（外務官僚）- 2014年（平成26年）、安倍晋三総理が任命。国家安全保障局長と兼任
- 北村滋（警察官僚、前内閣情報官）- 2019年（令和元年）、安倍晋三総理が任命。国家安全保障局長と兼任[1]
- 秋葉剛男（外務官僚）- 2021年（令和3年）、菅義偉総理が任命。国家安全保障局長と兼任[1]（局長退任後も留任[2]）
- 岡野正敬（外務官僚）- 2025年（令和7年）、石破茂総理が任命。国家安全保障局長と兼任[2]